# Самбожец (гмина)
Самбожец (пол. Samborzec) — сельская гмина (волость) в Польше, входит как административная единица в Сандомирский повет, Свентокшиское воеводство. Население — 8987 человек (на 2004 год).

## Демография
| Перепись                       | Всего   | Всего | Женщины | Женщины | Мужчины | Мужчины |
| ------------------------------ | ------- | ----- | ------- | ------- | ------- | ------- |
| Единицы                        | человек | %     | человек | %       | человек | %       |
| Население                      | 8987    | 100   | 4539    | 50,5    | 4448    | 49,5    |
| Плотность населения (чел./км²) | 105,3   | 105,3 | 53,2    | 53,2    | 52,1    | 52,1    |

## Соседние гмины
1. Гмина Климонтув
2. Гмина Копшивница
3. Гмина Образув
4. Сандомир
5. Тарнобжег